# Intento de golpe de Estado en la República del Congo de 1987
El intento de golpe de Estado del Congo sucedió entre julio y septiembre de 1987, las fuerzas leales a Denis Sassou-Nguesso derrotaron a las fuerzas Kouyous que intentaron derrocar su régimen. Pierre Anga, uno de los golpistas, huyó a Owando donde fue asesinado el 6 de septiembre de 1987 poniendo fin al golpe.